# Cristo dodicenne tra i dottori

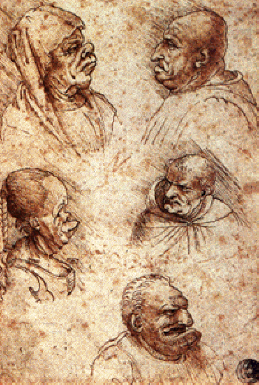
Leonardo, Cinque teste grottesche (post 1490)

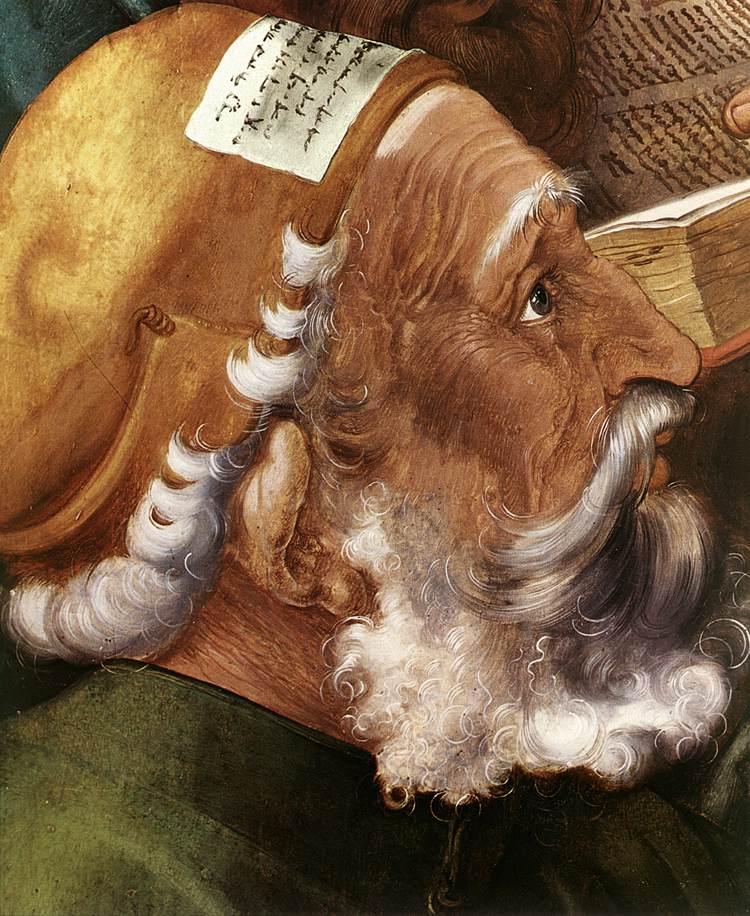
Dettaglio

Cristo dodicenne tra i dottori è un dipinto a olio su tavola di pioppo (65x80 cm) di Albrecht Dürer, datato 1506 e conservato nel Museo Thyssen-Bornemisza a Madrid. L'opera contiene il monogramma di Dürer e l'iscrizione "Opus Quinque Dierum", cioè fatto in cinque giorni, sul foglietto che esce dal tomo in basso a sinistra.

## Storia
L'opera risale al secondo soggiorno dell'artista a Venezia e venne eseguito a tempo di record mentre lavorava alla pala della Festa del Rosario. Anche una lettera all'amico Pirckheimer conferma l'esecuzione di una tavola "come non ne avevo mai fatte prima", sicuramente questa. La tecnica usata è coerente infatti alla rapidissima esecuzione: al posto del modus operandi meticoloso, l'artista dipinse l'opera di getto, dopo un'accurata preparazione, usando un sottile strato di pittura, steso con pennellate ampie e fluide.
Alcuni ipotizzano che l'opera venne donata dall'artista a Giovanni Bellini, suo estimatore, reciprocamente ammirato. In casa di Bellini lo vide forse Lorenzo Lotto, che riprese una delle figure dei dottori per una Sacra conversazione oggi alla Galleria Borghese.
L'opera fece parte, dal 1630 fino al 1934, delle raccolte Barberini a Roma.

## Descrizione e stile
Il soggetto era stato già trattato da Dürer in una delle xilografie della Vita della Vergine e anche in una delle tavolette del Polittico dei Sette Dolori. Rispetto a questi precedenti l'artista usò però una composizione del tutto nuova, con i personaggi che occupano tutta la scena accerchiando il giovane Gesù senza lasciare altro che qualche piccolo spazio per lo sfondo scuro.
I sei dottori attorno a Cristo, che disputano sulle verità delle religioni nel Tempio di Gerusalemme, si stagliano quasi fluttuando, senza riferimenti spaziali precisi (ciò si nota anche nell'accavallarsi delle mani al centro). Gesù ha il volto triste e un po' assente, come se non ascoltasse, mentre le sue mani sono molto espressive, oggetto di uno studio oggi nella collezione Blasius a Braunschweig. Più originali sono le fisionomie degli altri personaggi, i vecchi sapienti, una vera e propria galleria di fisionomie, talvolta venate da un livore maligno o atteggiamenti inquisitori, con il ricorso a pesanti tomi, aperti quasi con arroganza, nel tentativo di dimostrare i propri assiomi. Il personaggio a destra di Gesù è una vera e propria caricatura, che riprende gli studi di Leonardo da Vinci, che forse Dürer aveva visto in copia.
L'uomo in basso a sinistra ha attaccato sul berretto un cartellino con versi in ebraico, come facevano i farisei; quello sul lato opposto sembra una citazione da Giovanni Bellini, l'artista veneziano più amato da Dürer, ad esempio dall'uomo calvo nel Compianto degli Uffizi.
Il centro del dipinto è occupato dal vortice di mani che sembrano trasferire la disputa dalla voce al gesto, con le dita del personaggio più mostruoso che arrivano a toccare quasi, come in una sfida, quelle di Gesù.

## Galleria d'immagini

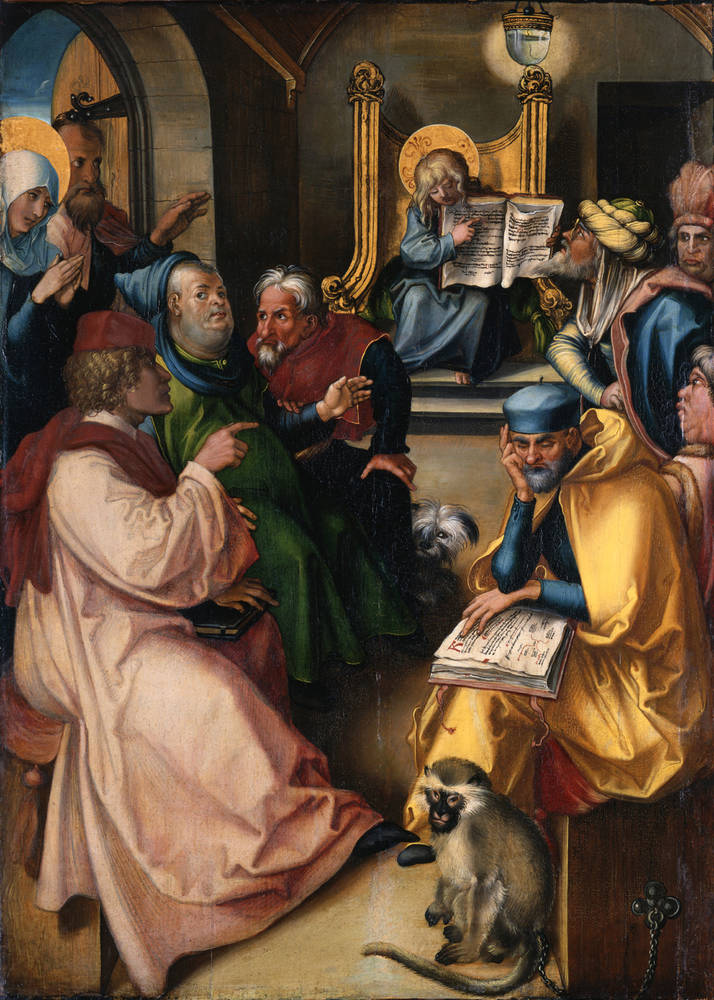
Cristo tra i dottori, tavoletta del Polittico dei Sette Dolori (1500 circa)
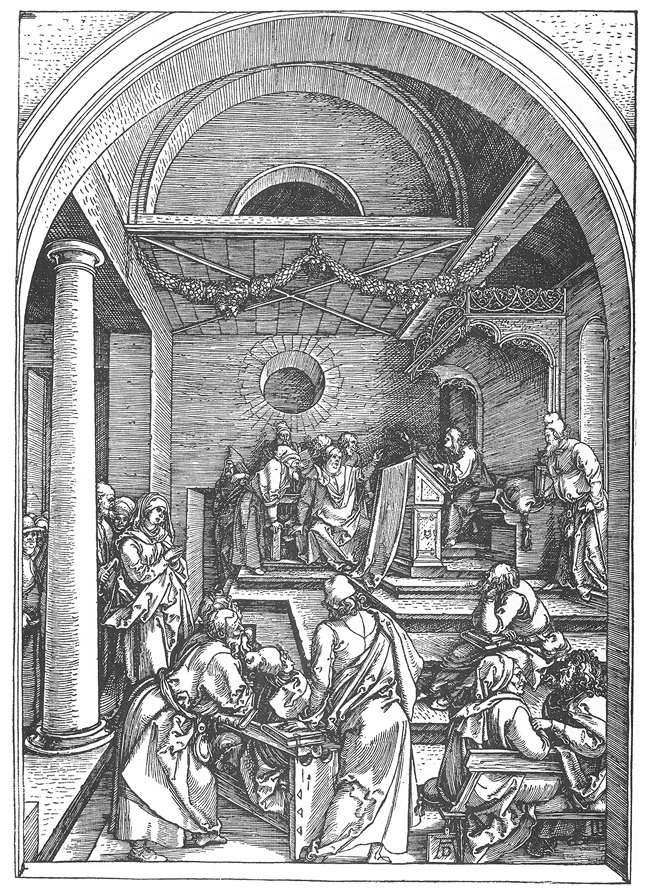
Cristo tra i dottori nel Tempio, xilografia nella serie della Vita della Vergine (1503)
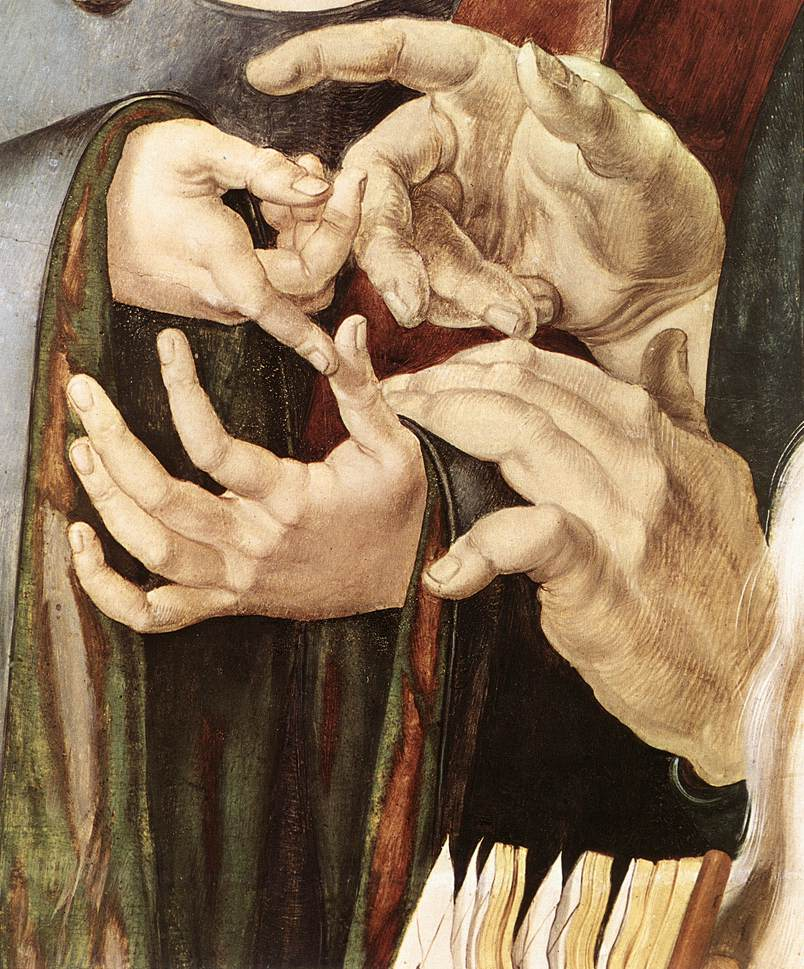
Dettaglio
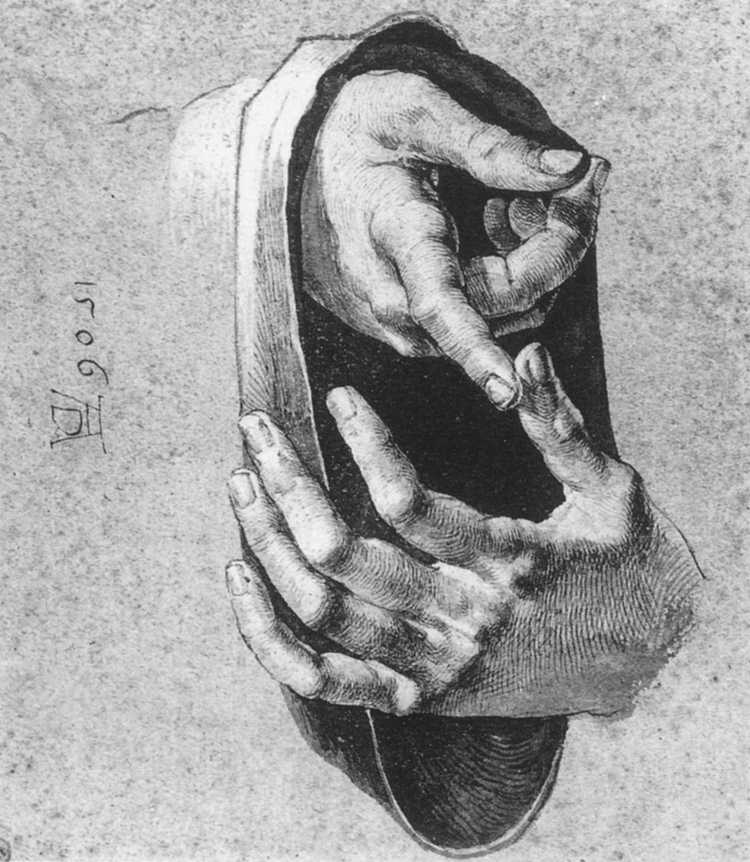
Studio per le mani di Cristo